# Josh McErlean

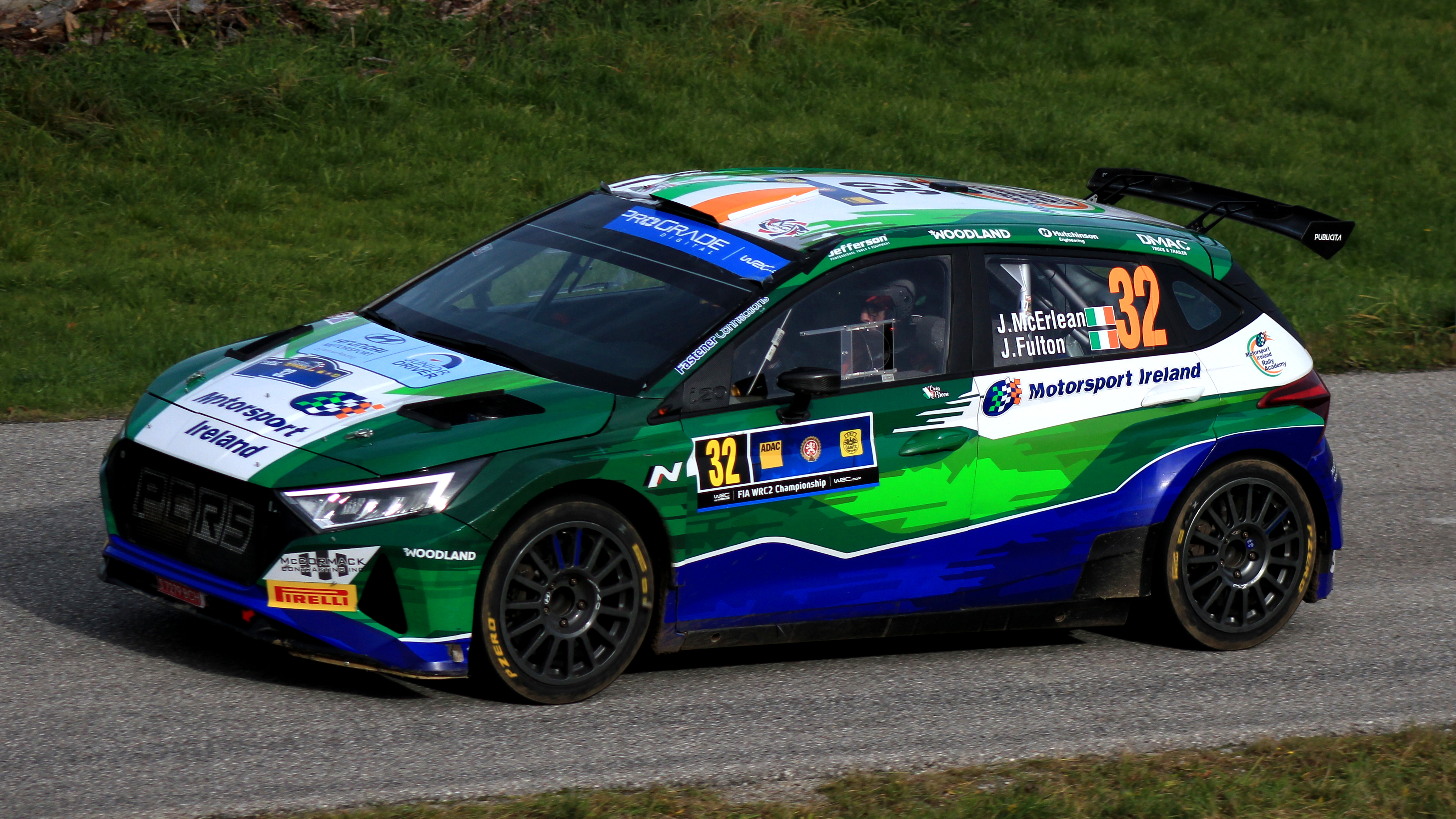
Josh McErlean im Hyundai i20 N Rally2 bei der Rallye Zentraleuropa 2023.

Josh McErlean (* 16. Juli 1999 in Irland) ist ein irischer Rallyefahrer.

## Karriere
Die Karriere von Josh McErlean begann mit 14 Jahren, also verhältnismäßig spät. Nach der Junior 1000 Rally Challenge wechselte er in die Britischen Junior-Rallye-Meisterschaft, wo er 2019 die Meisterschaft gewann. Im selben Jahr fuhr er seine erste Rallye in der Weltmeisterschaft (WRC2). Bei der Rallye Großbritannien fiel er aus. In der Saison 2024 gelang McErlean sein bisher bestes Resultat in der WRC2 mit dem zweiten Platz bei der Rallye Portugal. In der Weltmeisterschaftstabelle belegte er den neunten Rang mit 50 Punkten. Unterstützt durch die Motorsport Ireland Rally Academy bekam McErlean mit Beifahrer Eoin Treacy für die Saison 2025 einen Vertrag für die höchste Rallye-Klasse (WRC) bei M-Sport, wo er einen Ford Puma Rally1 fahren wird.

## Statistik

### WRC-Einzelergebnisse
| Jahr | Team                             | Fahrzeug              | 1   | 2   | 3   | 4   | 5   | 6   | 7   | 8   | 9   | 10  | 11  | 12  | 13  | 14  | Punkte | Rang |
| ---- | -------------------------------- | --------------------- | --- | --- | --- | --- | --- | --- | --- | --- | --- | --- | --- | --- | --- | --- | ------ | ---- |
| 2019 | Josh McErlean                    | Hyundai i20 R5        | MON | SWE | MEX | FRA | ARG | CHL | POR | ITA | FIN | DEU | TUR | GBR | ESP | AUS | 0      | —    |
| 2019 | Josh McErlean                    | Hyundai i20 R5        |     |     |     |     |     |     |     |     |     |     |     | DNF |     | C   | 0      | —    |
| 2020 | Motorsport Ireland Rally Academy | Hyundai i20 R5        | MON | SWE | MEX | EST | TUR | ITA | ITA |     |     |     |     |     |     |     | 0      | —    |
| 2020 | Motorsport Ireland Rally Academy | Hyundai i20 R5        |     |     |     | 17  |     |     |     |     |     |     |     |     |     |     | 0      | —    |
| 2021 | Motorsport Ireland Rally Academy | Hyundai i20 R5        | MON | ARC | KRO | POR | ITA | KEN | EST | BEL | GRE | FIN | ESP | ITA |     |     | 0      | —    |
| 2021 | Motorsport Ireland Rally Academy | Hyundai i20 R5        |     |     |     | 17  |     |     |     | 12  |     |     | 17  | 19  |     |     | 0      | —    |
| 2022 | Motorsport Ireland Rally Academy | Hyundai i20 R5        | MON | SWE | KRO | POR | ITA | KEN | EST | FIN | BEL | GRE | NZL | ESP | JPN |     | 0      | —    |
| 2022 | Motorsport Ireland Rally Academy | Hyundai i20 R5        |     | 29  |     | 40  | 28  |     | 19  | 34  | DNF |     |     | 21  |     |     | 0      | —    |
| 2023 | Motorsport Ireland Rally Academy | Hyundai i20 R5        | MON | SWE | MEX | KRO | POR | ITA | KEN | EST | FIN | GRE | CHI | EUR | JPN |     | 0      | —    |
| 2023 | Motorsport Ireland Rally Academy | Hyundai i20 R5        | 57  |     |     |     | 12  | 15  |     | 16  | 19  |     |     | 44  |     |     | 0      | —    |
| 2024 | Toksport WRT 2                   | Škoda Fabia RS Rally2 | MON | SWE | KEN | KRO | POR | ITA | POL | LVA | FIN | GRE | CHI | EUR | JPN |     | 2      | 27.  |
| 2024 | Toksport WRT 2                   | Škoda Fabia RS Rally2 |     |     |     |     | 9   | 13  | DNF | 21  | 12  | 9   |     | 11  | 30  |     | 2      | 27.  |
| 2025 | M-Sport WRT                      | Ford Puma Rally1      | MON | SWE | KEN | ESP | POR | ITA | GRE | EST | FIN | PAR | CHI | EUR | JPN | SAU | 12     | 10.  |
| 2025 | M-Sport WRT                      | Ford Puma Rally1      | 7   | 46  | 10  | DNF | 8   |     |     |     |     |     |     |     |     |     | 12     | 10.  |

| Legende  | Legende            | Legende                                                          |
| Farbe    | Abkürzung          | Bedeutung                                                        |
| -------- | ------------------ | ---------------------------------------------------------------- |
| Gold     | –                  | Sieg                                                             |
| Silber   | –                  | 2. Platz                                                         |
| Bronze   | –                  | 3. Platz                                                         |
| Grün     | –                  | Platzierung in den Punkten                                       |
| Blau     | –                  | Klassifiziert außerhalb der Punkteränge                          |
| Violett  | DNF                | Rennen nicht beendet (did not finish)                            |
| Violett  | NC                 | nicht klassifiziert (not classified)                             |
| Rot      | DNQ                | nicht qualifiziert (did not qualify)                             |
| Rot      | DNPQ               | in Vorqualifikation gescheitert (did not pre-qualify)            |
| Schwarz  | DSQ                | disqualifiziert (disqualified)                                   |
| Weiß     | DNS                | nicht am Start (did not start)                                   |
| Weiß     | WD                 | zurückgezogen (withdrawn)                                        |
| Hellblau | PO                 | nur am Training teilgenommen (practiced only)                    |
| Hellblau | TD                 | Freitags-Testfahrer (test driver)                                |
| ohne     | DNP                | nicht am Training teilgenommen (did not practice)                |
| ohne     | INJ                | verletzt oder krank (injured)                                    |
| ohne     | EX                 | ausgeschlossen (excluded)                                        |
| ohne     | DNA                | nicht erschienen (did not arrive)                                |
| ohne     | C                  | Rennen abgesagt (cancelled)                                      |
| ohne     | keine WM-Teilnahme |                                                                  |
| sonstige | P/fett             | Pole-Position                                                    |
| sonstige | 1/2/3/4/5/6/7/8    | Punktplatzierung im Sprint-/Qualifikationsrennen                 |
| sonstige | SR/kursiv          | Schnellste Rennrunde                                             |
| sonstige | *                  | nicht im Ziel, aufgrund der zurückgelegten Distanz aber gewertet |
| sonstige | ()                 | Streichresultate                                                 |
| sonstige | unterstrichen      | Führender in der Gesamtwertung                                   |